# Långö (Eckerö, Åland)
Långö är en halvö i Åland (Finland). Den ligger i den västra delen av landskapet, 30 km nordväst om huvudstaden Mariehamn. Långö ligger på ön Eckerö.